# Ferrari 801

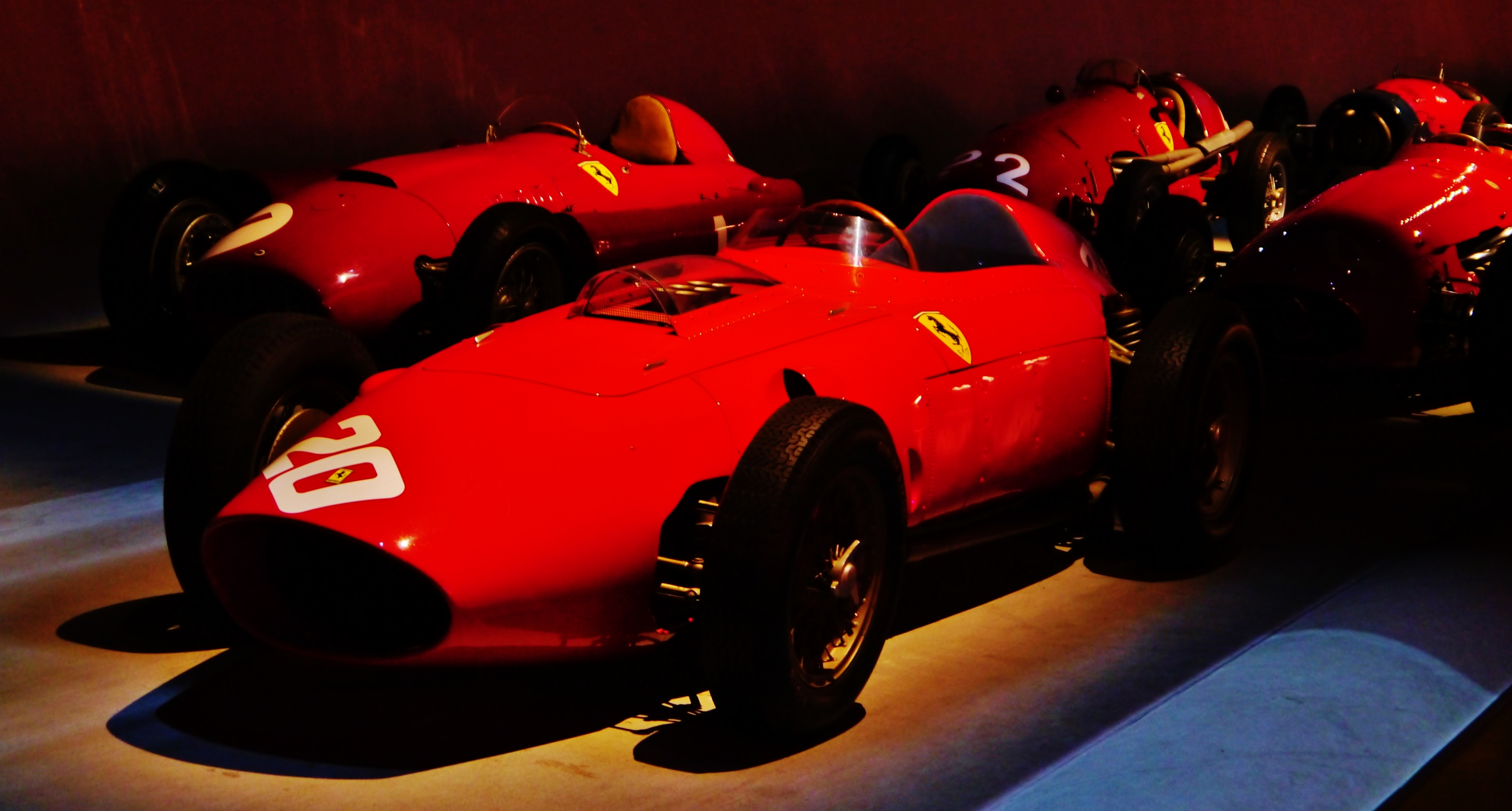
Ferrari 801 im Museo Nazionale dell’Automobile in Turin

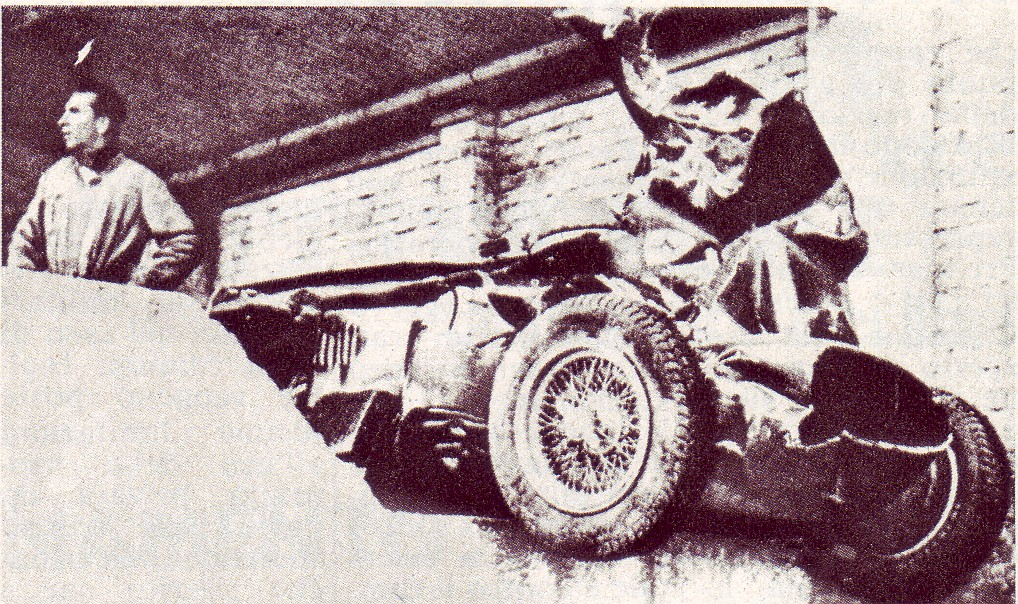
Das Wrack des 801 nach dem Unfall von Eugenio Castellotti 1957

Der Ferrari 801, in einigen Publikationen auch als Lancia-Ferrari 801 bezeichnet, war der Formel-1-Rennwagen der Scuderia Ferrari für die Saison 1957.

## Entwicklungsgeschichte
Der Ferrari 801 war der Nachfolger des Ferrari D50 und war es doch nicht. Wie sein Vorgängermodell basierte der 801 auf dem Lancia D50. Es war offensichtlich, dass das Konzept von Vittorio Jano ausgeschöpft war; die ersten D50 waren schon 1953 entwickelt worden. Die Wagen wurden erneut modifiziert; der Motor leistete jetzt 275 PS und die Front wurde vom Ferrari 555 Supersqualo aus dem Jahr 1955 übernommen. Die Vorderradaufhängung wurde überarbeitet und der Radstand verlängert.

## Renngeschichte
Das Auto war dennoch der Konkurrenz unterlegen und die Saison nahm einen schlechten, teilweise tragischen Verlauf. Juan Manuel Fangio war schon Ende 1956 zu Maserati gewechselt und das erste Rennen 1957 endete mit einem klaren Sieg der neuen Maserati 250F. Zwei Monate später starb Eugenio Castellotti bei einer Testfahrt in Modena. Der spanische Adelige Alfonso de Portago kam wenig später bei der Mille Miglia in einem Ferrari-Sportwagen ums Leben. Außerdem wurde auch der junge Techniker Fraschetti bei einer Probefahrt mit dem 801 in Modena getötet.
Für Castellotti kam der Franzose Maurice Trintignant, der 1955 für die Scuderia den Großen Preis von Monaco gewann, ins Team. Luigi Musso, Peter Collins und Mike Hawthorn waren die drei übrigen Werksfahrer. Trotz aller fahrerischen Fähigkeiten konnte keiner mit dem 801 einen Weltmeisterschaftslauf gewinnen. Zum ersten Mal seit 1950 gewann die Scuderia keinen Weltmeisterschaftslauf (nur drei Rennen außerhalb der WM wurden mit dem 801 erfolgreich beendet). Beim Großen Preis von Deutschland auf dem Nürburgring mussten die Ferrari-Werksfahrer eine besondere Demütigung hinnehmen, als Fangio einen Rückstand von 50 Sekunden wenige Meter vor Schluss noch in einen Sieg gegen die beiden Briten Collins und Hawthorn umwandelte.